# Karjalankoski vattenmagasin
Karjalankoski vattenmagasin finska: Karjalankosken allas är en sjö i kommunen Kuopio (före 2017 i Juankoski kommun) i landskapet Norra Savolax i Finland. Sjön ligger 88,6 meter över havet. Den är 21,49 meter djup. Arean är 1,46 kvadratkilometer och strandlinjen är 19,55 kilometer lång. Sjön  ingår i Vuoksens huvudavrinningsområde.   Den ligger omkring 36 kilometer nordöst om Kuopio och omkring 370 kilometer nordöst om Helsingfors. 
I sjön finns ön Suutarinsaari. Norr om Karjalankoski vattenmagasin ligger Juankoski. Karjalankoski vattenmagasin ligger nordväst om Iso Vehkalahti. Det finns en farled genom sjön via Juankoski kanal och Karjalankoski kanal.